# SDS-PAGE

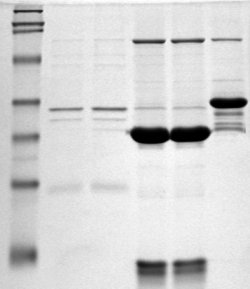
Proteine separate tramite SDS-PAGE. Nella colonna di sinistra sono visibili le bande delle proteine marker a peso molecolare noto.

L'SDS-PAGE (Sodium Dodecyl Sulphate - PolyAcrylamide Gel Electrophoresis, ossia elettroforesi su gel di poliacrilammide in presenza di sodio dodecil solfato) è una tecnica analitica che permette l'analisi di estratti proteici.

## Principio
Il principio su cui si basa questa tecnica elettroforetica è l'attività denaturante dell'SDS; questo è in grado di interagire con le proteine in un rapporto costante di 1,4 g di SDS ogni grammo di proteina. La separazione avviene quindi per differenza fra pesi molecolari visto che il rapporto massa/carica per ogni proteina denaturata con SDS rimane costante.

## Procedura
Il passo fondamentale consiste nella preparazione di un gel di poliacrilammide per separare le proteine sulla base del loro peso molecolare. Il gel si compone di due parti:
- stacking gel (o gel di impaccamento): è la parte superiore del gel e la sua funzione è quella di concentrare il campione proteico caricato negli appositi pozzetti, in modo che tutti i campioni comincino la loro migrazione dallo stesso punto di partenza. Questo gel è costituito da un tampone, acrilammide e metilenbisacrilammide, SDS, APS, acqua e TEMED;
- running gel (o gel di separazione): è la parte inferiore e la sua funzione è quella di separare le proteine dei vari campioni sulla base del loro peso molecolare. È composto dagli stessi componenti dello stacking gel, ma in quantità diverse. In particolare è la concentrazione di acrilammide a variare, a seconda della porosità desiderata: concentrazioni maggiori portano a pori di dimensioni minori, dunque capaci di separare le proteine con una risoluzione maggiore.

## Elettroforesi su gel
Quando si applica un campo elettrico di corrente continua a una soluzione a pH determinato che contiene proteine, queste si muoveranno verso uno dei due elettrodi, ognuna con direzione e velocità determinate dalle proprie cariche superficiali e dimensioni. Nel caso della SDS-PAGE, tutte le proteine si muovono verso l'elettrodo positivo in virtù della carica netta negativa fornita dal SDS.
Si tratta di una tecnica di tipo analitico, in quanto la quantità di proteina che si riesce a separare, 5 - 25 microgrammi per banda di proteina, è minima.

## SDS-PAGE
L'elettroforesi discontinua su gel di poliacrilammide in presenza di SDS (dodecil solfato di sodio) è il tipo di elettroforesi più utilizzato in biochimica analitica, in quanto permette di stabilire con buona accuratezza sia il grado di purezza della proteina che si sta purificando sia il suo peso molecolare. 
Dopo numerosi tentativi di mettere a punto una tecnica ottimale di analisi, la SDS-PAGE discontinua secondo Laemmli è oggi utilizzata in tutti i laboratori, fornendo costantemente risultati riproducibili. 
Si tratta di separare in un campo elettrico le proteine dopo averle denaturate e caricate negativamente in modo uniforme con l'SDS, usando come supporto un setaccio tridimensionale di acrilammide polimerizzata (gel). 
L'SDS è un detergente fortemente ionico che conferisce una carica elettrica negativa in media ogni 2 residui di amminoacido. Le proteine trattate con SDS sono denaturate e con un numero di cariche proporzionale al loro peso molecolare: ad es. una proteina di 40 kDa assumerà circa 180 cariche negative, una di 80 kDa 360 ecc.

## Soluzioni e reagenti per SDS-PAGE
A. Tampone Tris-HCl 1,5 M pH 8,8. 
B. Tampone Tris-HCl 0,5 M pH 6,8. 
C. Soluzione di acrilammide e bis-acrilammide (soluzione C): 146 g di acrilammide e 4 g di bis-acrilammide in 500 ml di acqua distillata, si filtra su carta da filtro e si conserva a 4 °C al buio. 
D. Soluzione al 10% di SDS (peso/volume) in acqua distillata. 
E. Persolfato di ammonio al 10% (P/V): soluzione fresca. 
F. TEMED. 
G. Miscela per i campioni:
Tris-HCl 0,5M pH6,8 - 1,0 ml
Glicerolo - 0,8 ml
SDS 10% - 1,6 ml
Beta-mercaptoetanolo - 0,4 ml
Blu di bromofenolo 0,05% - 0,4 ml
Acqua distillata - 3,8 ml
Il campione di proteine viene diluito 1 : 2 con questa miscela e riscaldato a 95 °C per 4 minuti. Questo trattamento denatura completamente le proteine e rompe i legami disolfuro tra le cisteine (mercaptoetanolo).
Il glicerolo serve a rendere il campione più denso in modo da poterlo caricare nel pozzetto di partenza al di sotto del tampone di corsa.
Il blu di bromofenolo è un colorante di piccole dimensioni carico negativamente che migra più velocemente delle proteine. Quando raggiunge l'estremità inferiore del gel indica il termine della corsa elettroforetica.
H. Tampone per la corsa Tris-glicina-SDS 5X: 
Tris base 45 g
Glicina 216 g
SDS 15 g
Acqua distillata a 3 litri.
Prima dell'uso diluire 5 volte.

## Apparato per elettroforesi verticale
Sono disponibili in commercio vari sistemi per elettroforesi costituiti da: 
1. Un alimentatore in grado di fornire corrente continua a potenza costante e voltaggi elevati.
2. Due lastrine di vetro rettangolari di 8 x 10 cm (per mini-gel).
3. Due spaziatori di plastica, spessi di solito 1 mm, per tenere distanziate le lastrine.
4. Un pettine di teflon a 10 denti dello spessore degli spaziatori, per i pozzetti dei campioni.
5. Pinze per tenere insieme le lastrine distanziate.
6. Supporto per la gelificazione.
7. Camera per la corsa elettroforetica.

## Procedura
Due lastrine separate lateralmente dagli spaziatori e chiuse con pinze si dispongono verticalmente nel supporto per la gelificazione, che in basso ha una striscia di gomma.
Si ottiene così uno spazio di 1 mm di spessore a forma di lastra rettangolare (slab) delimitata davanti e dietro dai due vetri, ai lati dagli spaziatori e in basso dalla striscia di gomma. 
In questo spazio si versano e si lasciano gelificare prima la soluzione di acrilammide per il gel di separazione (inferiore) e poi quella per il gel di impaccamento (superiore).
|                       | Gel di separazione (pH 8,8) | Gel di impaccamento (pH 6,8) |
| --------------------- | --------------------------- | ---------------------------- |
| Soluzione C           | 25                          | 1,3                          |
| Tris-HCl 1,5 M pH 8,8 | 25                          | __                           |
| Tris-HCl 0,5 M pH 6,8 | __                          | 2,5                          |
| SDS 10%               | 1                           | 0,1                          |
| Persolfato di ammonio | 0,5                         | 0,05                         |
| TEMED                 | 0,05                        | 0,01                         |
| Acqua distillata      | 48,5                        | 6,1                          |

I diametri dei pori del gel di separazione si possono variare aumentando o diminuendo la quantità di soluzione C (acrilammide e bis). 
Le dosi qui riportate si riferiscono a un gel di separazione al 7,5% di acrilammide. 
La concentrazione del gel di impilamento è di solito il 4%. 
Le quantità di soluzioni che si preparano di volta in volta dipendono dalle dimensioni dei gel e dal loro numero. 
Siccome la polimerizzazione della soluzione C è inibita dall'ossigeno, si mescolano tutti i componenti tranne persolfato di ammonio e TEMED (N, N, N', N'-tetrametil-etilendiammina), si degassa la soluzione sotto vuoto per 5 - 10 min, e poi si aggiungono questi due componenti scatenano la reazione di gelificazione nella soluzione, che si versa immediatamente nello slab lasciandone 1 - 2 ml in una provetta per controllare la polimerizzazione. 
Quasi tutto lo slab è costituito dal gel di separazione inferiore. 
A polimerizzazione completata si prepara la soluzione per il gel di impilamento con le stesse modalità e si versa sopra al gel di separazione. Si inserisce il pettine che determina nel gel superiore la formazione dei pozzetti per il caricamento dei campioni di proteine. 
Terminata la polimerizzazione si toglie lo slab dal supporto e si inserisce nella camera di elettroforesi, si rimuove il pettine e si aggiunge il tampone per la corsa Tris-glicina SDS nei recipienti inferiore (elettrodo +) e superiore (elettrodo -). 
I campioni di proteine, che contengono glicerolo, si pipettano nei pozzetti al di sotto del tampone di corsa. 
In 2 -3 pozzetti si caricano miscele di proteine a peso molecolare noto. 
L'elettroforesi si inizia accendendo l'alimentatore, che fornisce una corrente a potenza costante impostata a seconda delle dimensioni e spessore del gel. 
Si interrompe la corsa elettroforetica quando il blu di bromofenolo contenuto nel campione dista pochi millimetri dal bordo inferiore.

## Corsa
Questo tipo di elettroforesi si basa sulla differenza (discontinuità) dei tamponi utilizzati.
Quando si chiude il circuito, gli ioni Cl- del tampone Tris-HCl pH 6,8 (gel di impilamento e soluzione dei campioni) formano un'onda veloce che si dirige verso il basso (polo +), seguita da un'onda di ioni glicina (tampone per la corsa), più grandi e più lenti.
Tra queste due onde si forma una zona ad alto voltaggio, nel quale le proteine del campione formano bande strettissime, di pochi micrometri, e impilate l'una sull'altra.
Queste bande possono quindi entrare nel gel di separazione una alla volta, dove trovano pH 8,8 e un campo elettrico uniforme che le separa secondo la carica, mentre il setaccio tridimensionale di acrilammide le separa secondo la grandezza. 
Il risultato finale è che ogni proteina, al termine dell'elettroforesi, ha percorso nel gel di separazione una distanza in mm inversamente proporzionale al suo peso molecolare, valore che si può calcolare in grafico per confronto con le distanze percorse dalle proteine a peso molecolare noto.

## Evidenziamento delle bande
Le proteine non sono colorate, quindi per osservare le bande è necessario evidenziarle. 
Subito dopo la corsa uno dei vetrini viene tolto e viene tagliato l'angolo in basso sotto al primo campione, per riconoscere in seguito univocamente la disposizione dei campioni. 
A questo punto le tecniche di colorazione differiscono a seconda del laboratorio, ad esempio si possono fissare le bande con acido tricloroacetico (TCA), che denatura le proteine e ne impedisce la diffusione, e poi colorarle con blu di Coomassie con successiva rimozione del colorante non legato alle proteine.